# Вороненко Володимир Васильович
Володимир Васильович Вороненко (нар. 23 червня 1956, Богданівка, Прилуцький район, Чернігівська область) — український медик, генерал-майор медичної служби, доктор медичних наук (2012), професор (2012), лауреат Державної премії України в галузі науки і техніки (2020).

## Життєпис
Володимир Васильович Вороненко народився 23 червня 1956 року в селі Богданівка (Прилуцький район) Чернігівської області в родині сільських вчителів Василя та Варвари, які вже мали старшого сина Юрія.

### Освіта
З 1973 по 1977 роки навчався в Київському медичному інституті.
У 1977–1979 роки навчався та закінчив Військово-медичний факультет при Куйбишевському медичному інституті.
У 1990 році закінчив Факультет керівного медичного складу Військово-медичної академії імені С. М. Кірова.

### Військова та державна служба, наукова діяльність
З 1979 році лейтенант медичної служби Вороненко В. В. розпочав проходження військової служби на офіцерських посадах як військовий медик в Групі радянських військ у Німеччині, а після заміни — продовжив службу на Далекому Сході.
У 1990 році — майор медичної служби Вороненко В. В. продовжив військову службу в Україні, а з 1991 року — в Збройних Силах України.
З 1995 по 2001 роки — проходження військової служби в Генеральній військовій інспекції при Президентові України, під час якої полковнику Вороненку В. В. було присвоєно військове звання генерал-майор медичної служби.
З 2001 року — перший проректор, а з 2004 — ректор Української військово-медичної академії.
У 2004 році — захистив кандидатську дисертацію щодо профілактики радіаційних уражень, присвоєно наукове звання доцент.
З 2006 по 2010 роки — державна служба на посаді першого заступника голови Комітету з контролю за наркотиками.
З 2010 по 2012 роки — державна служба на посаді директора департаменту кадрової політики, освіти і науки МОЗ України.
У 2012 році — захистив докторську дисертацію щодо профілактики радіаційних уражень аварійного персоналу на територіях радіоактивного забруднення, присвоєно наукове звання професор.
З 2012 році — заступник директора з загальних питань ДУ «Науково практичного центру дитячої кардіології та кардіохірургії МОЗ України».

## Публікації
Автор та співавтор понад 100 наукових робіт.

### Основні наукові праці
- Військова гігієна: підручник для вищ. мед. навч. закладів / В. В. Вороненко и др.; ред. М. І. Хижняк ; Українська військово-медична академія. — К.: УВМА, 2007. — 1179 с. — ISBN 978-966-73-89-60-4[3]
- Ядерна зброя (медичні аспекти): навч. посіб. для студ. вищ. мед. навч. закл., лікарів-інтернів та слухачів ф-тів і закл. післядиплом. освіти / В. Ф. Торбін та ін. — Т.: ТДМУ: Укрмедкнига, 2012. — 190 с. — 1000 прим. — ISBN 978-966-673-188-6.
- Медичний захист населення в надзвичайних ситуаціях в єдиній державній системі цивільного захисту: керівництво / В. П. Печиборщ та ін.; ДЗ «Укр. наук.-практ. центр екстрен. мед. допомоги та медицини катастроф МОЗ України» [та ін.]. — Київ: Людмила, 2019. — 692 с. — 2000 прим. — ISBN 978-617-7638-12-8.
- Фізіолого-гігієнічні рекомендації щодо застосування засобів індивідуального захисту від небезпечних радіаційних, хімічних, біологічних факторів: метод. рек. / Худецький І. Ю., Торбін В. Ф., Левченко О. Є., Селіна О. Г.; за ред. В. Д. Юрченка, В. В. Вороненка; Департамент охорони здоров'я М-ва оборони України, Укр. військ.-мед. акад. — К.: УВМА, 2006. — 62 с.

## Нагороди
- 1988 рік — медаль «70 років Збройних Сил СРСР»;
- 1996 рік — пам'ятний знак «5 років Збройним Силам України»;
- 1997 рік — почесне звання «Заслужений працівник охорони здоров'я України»[4];
- 2001 рік — медаль «10 років Збройним Силам України»;
- 2004 рік — Міжнародний Орден Святого Станіслава III ступеня (з врученням Командорського Хреста)[5];
- 2020 рік — Державна премія України в галузі науки і техніки за роботу «Медицина катастроф в умовах бойових дій»[6].